# Gros-Horloge (Turner-kép)
A Gros-Horloge-ot ábrázoló William Turner rajz (angol címén The Gros Horloge at Rouen, Normandy) 1832 körül keletkezett, a Tate gyűjteményének része.
Turner a tintával felvázolt vonalak fölé vitt vízfestékkel örökítette meg füzetében a Gros-Horloge-t, Rouen reneszánsz csillagászati óráját. A rajz egyike annak a hét, vízfestékkel készült tanulmánynak, amelyet az angol festő készített a francia városban. Az óra és a neki helyet adó, az utca felett átívelő, 14. századi épület és a harangtorony a szkeccs középpontjában látható, mögöttük a katedrális magasodik.
A festő az óráról elnevezett utcában (Rue du Gros-Horloge) vetette papírra a látványt. Érdeklődésének középpontjában a gazdagon díszített épületek és az utcán nyüzsgő tömeg állt. Ezeket sűrű ceruzavonásokkal és rendszertelen kék, sárga festékfoltokkal emelte ki. Ian Warrell művészettörténész William Turner korábbi vázlatfüzetében (Dieppe, Rouen and Paris) két rajzot azonosított, amelyek előtanulmányként szolgálhattak ehhez a képhez.